# 2010년 아시안 게임 태권도
제16회 아시안 게임 태권도 경기는 2010년 11월 17일부터 20일까지 중화인민공화국 광저우에서 열렸다. 광동 체육관에서 진행된 이 대회에서는 남녀 각 여덟 체급의 경기가 치러졌다.

## 경기장
| 도시   | 경기장      | 원어명     | 로마자              | 수용 인원 | 경기    | 주석  |
| ------ | ----------- | ---------- | ------------------- | --------- | ------- | ----- |
| 광저우 | 광동 체육관 | 广东体育馆 | Guangdong Gymnasium | 2,800     | 전 경기 | [ 1 ] |

## 메달 집계
| 순위 | 국가           | 금메달 | 은메달 | 동메달 | 합계 |
| ---- | -------------- | ------ | ------ | ------ | ---- |
| 1    | 대한민국       | 4      | 4      | 2      | 10   |
| 2    | 중화인민공화국 | 4      | 2      | 4      | 10   |
| 3    | 이란           | 3      | 2      | 4      | 9    |
| 4    | 태국           | 2      | 2      | 4      | 8    |
| 5    | 중화 타이베이  | 2      | 0      | 3      | 5    |
| 6    | 요르단         | 1      | 1      | 1      | 3    |
| 7    | 베트남         | 0      | 1      | 3      | 4    |
| 8    | 카자흐스탄     | 0      | 1      | 2      | 3    |
| 8    | 우즈베키스탄   | 0      | 1      | 2      | 3    |
| 10   | 아프가니스탄   | 0      | 1      | 1      | 2    |
| 11   | 일본           | 0      | 1      | 0      | 1    |
| 12   | 필리핀         | 0      | 0      | 4      | 4    |
| 13   | 인도네시아     | 0      | 0      | 1      | 1    |
| 13   | 레바논         | 0      | 0      | 1      | 1    |
| 합계 | 합계           | 16     | 16     | 32     | 64   |

## 메달리스트
| 종목                   | 금                                    | 은                                        | 동                                                                       |
| ---------------------- | ------------------------------------- | ----------------------------------------- | ------------------------------------------------------------------------ |
| 남자 54kg급 자세히     | 카우라오르 추트차왈 태국 (THA)        | 김성호 대한민국 (KOR)                     | 후챠린 중화 타이베이 (TPE) 리차르도 존 파울 필리핀 (PHI)                 |
| 남자 58kg급 자세히     | 첸양웨이 중화 타이베이 (TPE)          | 카라켓 페네트 태국 (THA)                  | 수용쳉 중국 (CHN) 파울 로메로 필리핀 (PHI)                               |
| 남자 63kg급 자세히     | 이대훈 대한민국 (KOR)                 | 푼통 나차 태국 (THA)                      | 고 숌리 필리핀 (PHI) 레크지 모함마드 자와드 아프가니스탄 (AFG)           |
| 남자 68kg급 자세히     | 바그헤리 모타메드 모함마드 이란 (IRI) | 장세욱 대한민국 (KOR)                     | 황지난 중국 (CHN) 로충지 중화 타이베이 (TPE)                             |
| 남자 74kg급 자세히     | 나자라자다니 엘리레자 이란 (IRI)      | 킴 드미트리 우즈베키스탄 (UZB)            | 동 타나 탬 베트남 (VIE) 통셀럽 파티와트 태국 (THA)                       |
| 남자 80kg급 자세히     | 하산 나빌 요르단 (JOR)                | 바하위 나세르 아흐마드 아프가니스탄 (AFG) | 압둘라히 파자드 이란 (IRI) 쟈오 린 중국 (CHN)                            |
| 남자 87kg급 자세히     | 카라미 유세프 이란 (IRI)              | 박용현 대한민국 (KOR)                     | 응우옌 트롱 쿠옹 베트남 (VIE) 인지멩 중국 (CHN)                          |
| 남자 87kg이상급 자세히 | 허준녕 대한민국 (KOR)                 | 정이 중국 (CHN)                           | 칠마노프 아르만 카자흐스탄 (KAZ) 이라샤브 아카멜 우즈베키스탄 (UZB)      |
| 여자 46kg급 자세히     | 황 히센 영 중화 타이베이 (TPE)        | 토우란 다나 요르단 (JOR)                  | 코스 자말 페크리 사라 이란 (IRI) 발렌티나 프란시스카 인도네시아 (INA)    |
| 여자 49kg급 자세히     | 우징유 중국 (CHN)                     | 에리카 카사하라 일본 (JPN)                | 송캄 체나파 태국 (THA) 브 티 하우 베트남 (VIE)                           |
| 여자 53kg급 자세히     | 퐁스리 사리타 태국 (THA)              | 응우옌 티 호아이 투 베트남 (VIE)          | 권은경 대한민국 (KOR) 셰시파리 샤만 이란 (IRI)                           |
| 여자 57kg급 자세히     | 이성혜 대한민국 (KOR)                 | 허우위줘 중국 (CHN)                       | 하지포우골 수산 이란 (IRI) 파오리 안드라 레바논 (LIB)                    |
| 여자 62kg급 자세히     | 노은실 대한민국 (KOR)                 | 아세마니 라흐엘레 이란 (IRI)              | 창치웅팡 중화 타이베이 (TPE) 프렘와헤 둔야넌 태국 (THA)                  |
| 여자 67kg급 자세히     | 구오 윤페이 중국 (CHN)                | 파시디 페리사 이란 (IRI)                  | 아이트무크함베토바 굴나피스 카자흐스탄 (KAZ) 강보현 대한민국 (KOR)       |
| 여자 73kg급 자세히     | 루오웨이 중국 (CHN)                   | 예르게소바 페루자 카자흐스탄 (KAZ)        | 알로라 크리스티 엘레이니 필리핀 (PHI) 프라소프스크 레퍼트코른 태국 (THA) |
| 여자 73kg이상급 자세히 | 류뤼 중국 (CHN)                       | 오정아 대한민국 (KOR)                     | 다와니 나딘 요르단 (JOR) 카리모바 예브게니아 우즈베키스탄 (UZB)          |